# ایندیان ویلج (دیترویت)
ایندیان ویلج (به انگلیسی: Indian Village) یک منطقهٔ مسکونی در ایالات متحده آمریکا است که در دیترویت واقع شده‌است.